# 1re étape du Tour d'Italie 2010
Pour un article plus général, voir Tour d'Italie 2010.
La 1re étape du Tour d'Italie 2010 s'est déroulée le samedi 8 mai 2010. Amsterdam est la ville de départ et la ville d'arrivée. Le parcours s'est déroulé dans Amsterdam sur 8,4 km. Il s'agit du premier contre-la-montre individuel du Giro. Le Britannique Bradley Wiggins (Team Sky) remporte ce contre-la-montre et devient le premier porteur du maillot rose de cette édition.

## Profil de l'étape
Ce Tour d'Italie débute par un contre-la-montre sur un parcours plat de 8,4 km dans les rues d'Amsterdam.

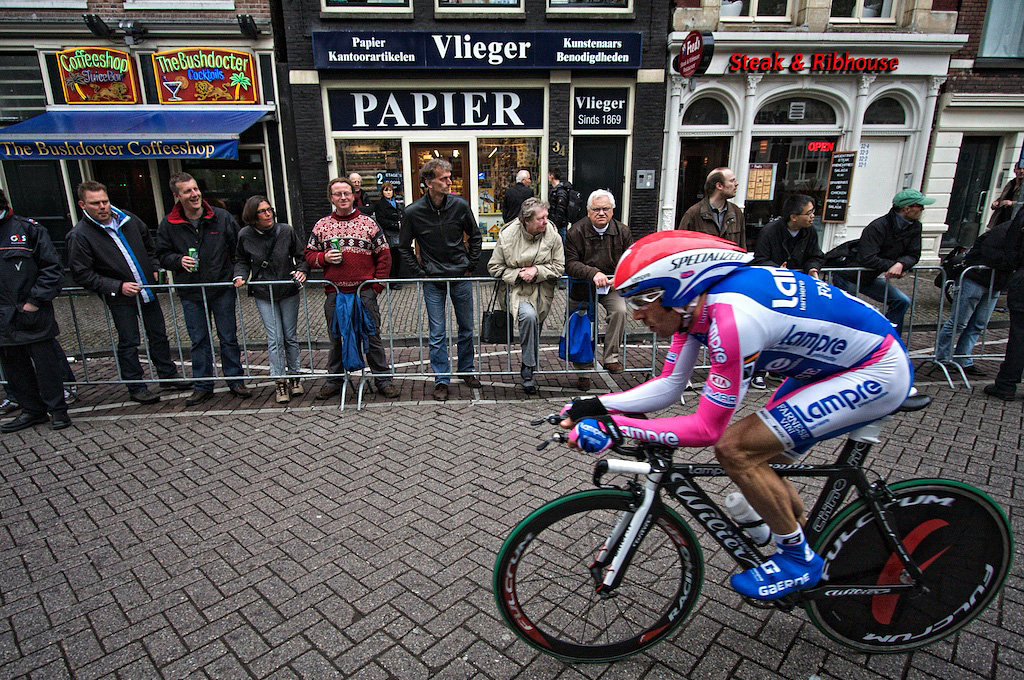
Gilberto Simoni lors du contre-la-montre, dispute à l'occasion de ce Giro sa dernière course.

## La course
Au-delà de la victoire de Bradley Wiggins (Team Sky), la première dans un grand tour, les favoris Cadel Evans (BMC Racing) et Alexandre Vinokourov (Astana) confirment leur bonne forme du moment en prenant les 3e et 4e places. Ivan Basso (Liquigas-Doimo) et Carlos Sastre (Cervélo TestTeam) ont bien limité la casse, en concédant moins de 30 secondes. En revanche, Damiano Cunego (Lampre-Farnese Vini) concède lui presque une minute, ce qui est beaucoup pour un contre-la-montre aussi court.

## Classement de l'étape
|    | Coureur              | Pays             | Équipe             |    | Temps       |
| -- | -------------------- | ---------------- | ------------------ | -- | ----------- |
| 1  | Bradley Wiggins      | Royaume-Uni      | Team Sky           | en | 10 min 18 s |
| 2  | Brent Bookwalter     | États-Unis       | BMC Racing         | +  | 2 s         |
| 3  | Cadel Evans          | Australie        | BMC Racing         |    | 2 s         |
| 4  | Alexandre Vinokourov | Kazakhstan       | Astana             |    | 5 s         |
| 5  | Gregory Henderson    | Nouvelle-Zélande | Team Sky           |    | 5 s         |
| 6  | Richie Porte         | Australie        | Team Saxo Bank     |    | 5 s         |
| 7  | David Millar         | Royaume-Uni      | Garmin-Transitions |    | 6 s         |
| 8  | Gustav Larsson       | Suède            | Team Saxo Bank     |    | 7 s         |
| 9  | Jos van Emden        | Pays-Bas         | Rabobank           |    | 9 s         |
| 10 | Marco Pinotti        | Italie           | Team HTC-Columbia  |    | 9 s         |

## Classement général
|    | Coureur              | Pays             | Équipe             |    | Temps       |
| -- | -------------------- | ---------------- | ------------------ | -- | ----------- |
| 1  | Bradley Wiggins      | Royaume-Uni      | Team Sky           | en | 10 min 18 s |
| 2  | Brent Bookwalter     | États-Unis       | BMC Racing         | +  | 2 s         |
| 3  | Cadel Evans          | Australie        | BMC Racing         |    | 2 s         |
| 4  | Alexandre Vinokourov | Kazakhstan       | Astana             |    | 5 s         |
| 5  | Gregory Henderson    | Nouvelle-Zélande | Team Sky           |    | 5 s         |
| 6  | Richie Porte         | Australie        | Team Saxo Bank     |    | 5 s         |
| 7  | David Millar         | Royaume-Uni      | Garmin-Transitions |    | 6 s         |
| 8  | Gustav Larsson       | Suède            | Team Saxo Bank     |    | 7 s         |
| 9  | Jos van Emden        | Pays-Bas         | Rabobank           |    | 9 s         |
| 10 | Marco Pinotti        | Italie           | Team HTC-Columbia  |    | 9 s         |

## Abandon
Aucun abandon.